# فریدلانت ناد اوستراویتسی
فریدلانت ناد اوستراویتسی (به چکی: Frýdlant nad Ostravicí) یک منطقهٔ مسکونی و شهرستان دارای شهرک سابقاً روستا در جمهوری چک است که در ناحیه فریدک-میستک واقع شده‌است. فریدلانت ناد اوستراویتسی ۹٬۸۴۷ نفر جمعیت دارد.

## خواهرخوانده
شهر رادبورگ خواهرخواندهٔ فریدلانت ناد اوستراویتسی هست.